# Нижнее Мультинское
Ни́жнее Мульти́нское (ранее Нижне-Мультинское) — нижнее из Мультинских озёр. Расположено на территории Усть-Коксинского района Республики Алтай.
Длина 2370 м, ширина — 900 м, средняя глубина — 21,5 м, длина береговой линии — 6570 м.
Расположено на высоте 1627 м. Площадь зеркала 1,7 км², водосборная площадь 77 км².
Котловина представляет собой ванну с плоским дном и довольно крутыми стенками. Озеро Нижнее является третьим по величине на территории Катунского хребта.
На озере расположены туристические стоянки.
Между Нижним и Средним озёрами проход загромождён мореной, вода с шумом прорывается через камни — это водопад Шумы.